# Chaoborus pallidus
Chaoborus pallidus är en tvåvingeart som först beskrevs av Fabricius 1781.  Chaoborus pallidus ingår i släktet Chaoborus och familjen tofsmyggor. Inga underarter finns listade i Catalogue of Life.